# NXT TakeOver: WarGames 2018
NXT TakeOver: WarGames (2018) was een professioneel worstelshow en WWE Network evenement dat georganiseerd werd door WWE voor hun NXT brand. Het was de 22ste editie van NXT TakeOver en vond plaats op 17 november 2018 in het Staples Center in Los Angeles, Californië. Het was de tweede evenement onder de TakeOver: WarGames chronologie. Tevens was dit een ondersteuningsevenement voor de 2018 editie van Survivor Series, die de volgende dag plaatsvond.

## Matches
| Nr. | Match | Winnaar(s)                         | Opmerkingen                                                                | Bron  |
| --- | --- | ---------------------------------- | -------------------------------------------------------------------------- | ----- |
| 1N  | Keith Lee vs. Fidel Bravo | Keith Lee                          | Een-op-een match. Vooraf opgenomen voor een toekomende aflevering van NXT. | [ 1 ] |
| 2N  | Lars Sullivan vs. Keita Murray | Lars Sullivan                      | Een-op-een match. Vooraf opgenomen voor een toekomende aflevering van NXT. | [ 1 ] |
| 3N  | Nikki Cross vs. Candice LeRae | Nikki Cross                        | Een-op-een match. Vooraf opgenomen voor een toekomende aflevering van NXT. | [ 1 ] |
| 4   | Matt Riddle vs. Kassius Ohno | Matt Riddle                        | Een-op-een match.                                                          | [ 2 ] |
| 5   | Shayna Baszler (c) (2) vs. Kairi Sane (1)                                                                                          | Shayna Baszler                     | 2-out-of-3falls match voor het NXT Women's Championship.                   | [ 2 ] |
| 6   | Aleister Black vs. Johnny Gargano                                                                                                  | Aleister Black                     | Een-op-een match.                                                          | [ 2 ] |
| 7   | Tommaso Ciampa (c) vs. Velveteen Dream                                                                                             | Tommaso Ciampa                     | Een-op-een match voor het NXT Championship.                                | [ 2 ] |
| 8   | Pete Dunne, Ricochet & War Raiders (Hanson & Rowe) vs. The Undisputed Era (Adam Cole, Bobby Fish, Kyle O'Reilly & Roderick Strong) | Pete Dunne, Ricochet & War Raiders | WarGames match                                                             | [ 2 ] |